# Chö-yon
La relation de Chö-yon était une entente politico-religieuse entre un maître religieux tibétain et un protecteur laïc, mise en place par les lamas du bouddhisme tibétain et les Khans mongols au XIIIe siècle. 
Du XIIIe au XXe siècle, les Tibétains ont avec les Khans mongols puis avec les empereurs mandchous de Chine établi des accords politico-religieux assez unique dans le monde, définissant une répartition des rôles entre religieux et monarques. Le maître religieux tibétain donne enseignements et initiations au monarque, en échange de quoi, celui-ci assume le rôle de protecteur de la doctrine bouddhique, accorde son soutien matériel au hiérarque et exerce une protection politique et militaire à son égard. Pour les Tibétains, cette relation devint le modèle idéal entre les grands maîtres spirituels et les souverains étrangers.
Ce concept connut diverses applications au cours des siècles et ne fut pas compris de la même manière chez les deux protagonistes. Pour les Tibétains, le maître spirituel et le souverain protecteur sont sur un plan d’égalité, sans prévalence d’un parti sur l’autre, alors que pour les Khans et pour les empereurs mandchous, le rôle prépondérant revenait au protecteur.
Les branches Kagyüpa, Sakyapa et Gelugpa du bouddhisme tibétain auront recours à des accords chö-yon avec respectivement les souverains tangoutes, mongols et mandchous (de la dynastie Qing en Chine).
Au XVIe siècle, une relation chö-yon exemplaire est établie entre Altan Khan chef des Mongols Tümed et Sonam Gyatso, abbé du monastère de Drépung. Le maitre tibétain enseigne le bouddhisme tibétain au khan, et en retour le khan attribue au maître géluk le titre de « dalaï-lama ». Le prestige de ce nouveau titre de dalaï-lama deviendra considérable tant auprès des Tibétains que des Mongols.
En s’imposant comme protecteur des dalaï-lamas, les Khans Qoshots gagnèrent un immense prestige auprès de leur peuple et s’installèrent par la même occasion au Tibet. C’est alors que les Mongols Dzoungars qui s’étaient très étendus au Turkestan oriental, décidèrent d’envahir le Tibet en 1717, pour prendre la place des Qoshots. La riposte des empereurs Qing qui craignaient que les Dzoungars ne recréent un Grand empire des steppes en Asie centrale, sera de les chasser du Tibet et de renchérir sur les faveurs des Mongols vis-à-vis des lamas tibétains ainsi que de faire sentir la supériorité des Chinois sur toutes les forces mongoles.
Par la force, Kangxi le deuxième empereur mandchou de l’Empire chinois, s’appropria une partie du territoire tibétain en 1720 et instaura un protectorat sur le reste du pays. Les empereurs mandchous suivants continuèrent ainsi d’imposer leur hégémonie sur le territoire tibétain et d’afficher une attitude bienveillante vis-à-vis du bouddhisme tibétain, sans se priver de diminuer au besoin le pouvoir politique des dalaï-lamas en leur adjoignant des amban (résidents impériaux pour les surveiller) ou même d’exiler les plus récalcitrants.

## Graphies et étymologie
L'expression en tibétain : མཆོད་ཡོན, Wylie : mchod-yon est la contraction du tibétain : མཆོད་གནས - ཡོན་བདག, Wylie : mchod gnas - yon bdag, équivalent au sanscrit bhikshu-dānapati, (Pali: भिक्खु Sanskrit: भिक्षु , bhikṣu « moine » et Devanagari: दानपति, dānapati « patron, mécène ») « lama officiant - bienfaiteur ».

## Relations Tibétains ↔ Mongols
Depuis la chute de l’Empire tibétain (en 877), la faiblesse de l’armée tibétaine était flagrante et le recours à un protecteur extérieur était nécessaire en cas de menace.
Certains lamas, en particulier ceux de la branche Kagyupa, s'étaient engagés avec les souverains du Royaume tangoute dans une relation maître religieux – protecteur laïc qui préfigurait celle que les Khans Mongols établiront avec les moines Sakyapas en 1247 puis avec les Gelugpa en 1578.

### XIIIesiècle, en 1247: Sakya Pandita ↔ Godan Khan

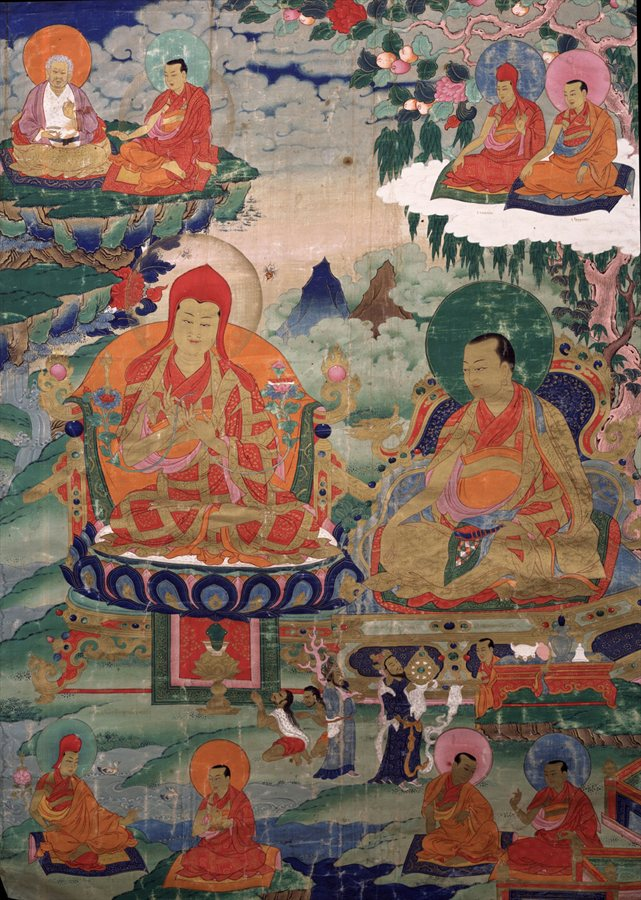
Sakya Pandita, portant un bonnet rouge, accompagné de son neveu Chogyal Pagpa

Après la mort de Gengis Khan en 1227, les Tibétains arrêtèrent d’envoyer leur tribut aux Mongols. En conséquence, en 1239-1240, le prince Godan, petit-fils de Gengis Khan et deuxième fils de Ögödei Khan, qui contrôlait un fief dans l’actuel Gansu, mène un raid dans la région de Lhassa, tuant quelque 500 moines et pillant des monastères, des villages et des villes. Deux monastères Kadampa furent détruits. Poursuivant la politique mongole de contrôle des régions soumises par l'intermédiaire de potentats locaux, et imitant les Tangoutes qui avaient établi avec les lamas tibétains des relations de maître religieux-protecteur laïc, Godan Khan demande à ses commandants de chercher un lama remarquable. Ce fut finalement à Sakya Pandita, dirigeant réputé de l’école Sakya du bouddhisme tibétain, que Godan envoie une « invitation » menaçante et des présents. Le hiérarque tibétain transmit l’ordre des Mongols aux Tibétains, dépourvus de pouvoir centralisateur à l’époque, de se soumettre, sous peine d’être envahis et anéantis.
En 1244, Sakya Pandita (abrégé en Sa pan) entreprend le voyage vers le camp royal avec deux de ses jeunes neveux, Drogön Chögyal Phagpa dix ans, et Chhana, six ans, qui a par la suite publié un recueil des écrits de Sakya Pandita. En chemin, ils s'arrêtent à Lhassa, où Phagpa prononce ses vœux de moine bouddhiste novice devant la statue du Jowo installée au Jokhang et offerte par la princesse Wencheng, l'épouse chinoise de Songsten Gampo[source insuffisante]. Sakya Pandita rejoint en 1247 le camp de Godan à Liangzhou dans l'actuelle province de Gansu, où les troupes mongoles exterminaient les Chinois Han en les jetant dans un fleuve. Sakya Pandita, horrifié, donna des instructions religieuses, notamment que tuer un être est un des pires actes selon le Dharma du Bouddha. 
Sakya Pandita reçut de Godan la direction des affaires religieuses et le Tibet passa sous l’autorité militaire et politique des Mongols.

### XIIIesiècle, 1253: Chögyal Phagpa ↔ Kubilai Khan

Kubilai Khan, Grand Khan de l'empire mongol et empereur de Chine, nomme Phagpa aux affaires religieuses

Lorsque Kubilai Khan, un cousin de Godan, commença son ascension vers le trône du « Grand État mongol » (de l’immense Empire mongol) puis de la Chine, il demanda à Godan de lui envoyer les lamas sakyapa qui avaient été conduits à sa cour. Toutefois le vieux Sakya Pandita mourut et c’est son neveu Drogön Chögyal Phagpa qui partit. En 1253, requis auprès de Kubilai khan, Phagpa l’initie au tantra Hevajra. En 1260, l'année où Kubilai Khan devint le Grand Khan de l’Empire mongol, il nomme Chögyal Phagpa à la tête des affaires bouddhistes (dishi, 帝师 / 帝師, dìshī, titre proche du guoshi). La supervision de l’ensemble du clergé bouddhique dans l’Empire mongol par un lama tibétain, n’alla pas sans susciter quelques tensions. Le maître spirituel tibétain donne enseignements et initiations au monarque, son disciple et bienfaiteur, en échange de quoi le monarque assume le rôle de protecteur de la doctrine, il accorde son soutien matériel au hiérarque et exerce une protection politique et militaire à son égard (Buffetrille p.69, 2012 et Eliot Sperling p. 31-44, dans Blondeau et Buffetrille, 2002). De Godan Khan à Kubilaï Khan, grâce à ce soutien des Mongols, les lamas de l’école sakya contrôlèrent l’ensemble du clergé bouddhique de l’Empire mongol et virent leur pouvoir politique croître considérablement dans la région puisque c’est eux qui administrèrent le Tibet au nom de l’empereur.
Kubilai Khan désira alors intégrer le royaume chinois des Song à son empire mongol. En 1271, il  s’installe à Dadu 大都 (l’actuelle Pékin), fonde la dynastie Yuan et se donne le nom d’« empereur Shizu ». Il garde cependant au nord de la Grande muraille, son ancienne capitale Shangdu 上都 « capitale suprême » de l’empire mongol où il se rend tous les ans au printemps avec sa suite. Il y reste sept mois avant de repartir vers Dadu pour cinq mois. Il lui fallut quinze rudes années pour venir à bout des défenses Song. Bien qu’il revendiqua le titre de Grand Khan du Grand État mongol, il ne fut de fait le souverain que du Grand État Yuan.
Pour autant, le Tibet n’est pas mentionné comme partie du domaine impérial dans les Annales des Yuan de l’époque. Car c’est par le traité de 1247 qui vit la nomination de Sakya Pandita comme vice-régent du Tibet que le statut du Tibet est établi dans le domaine Mongol.
Les Mongols furent expulsés de Chine à la fin de la dynastie Yuan et la restauration du pouvoir des Han fut l’œuvre des fondateurs de la dynastie Ming (1368-1644).
La relation chö-yon se poursuit de manière bien moins forte avec certains empereurs de la dynastie Ming (1368-1644), qui ne considéraient par ailleurs pas le Tibet comme appartenant à leur territoire. En fait, les liens que certains empereurs Ming établirent avec des religieux tibétains furent relativement nombreux, mais ils traduisaient un intérêt personnel pour le bouddhisme tibétain ou un besoin de légitimité, et non un véritable contrôle politique et militaire.

### XVIesiècle, en 1578: Sonam Gyatso (IIIedalaï-lama) ↔ Altan Khan
Au XVIe siècle, Altan Khan, le khan d’or, rassemble les Mongols Tümed de l’Ouest au sein d’une entité politique unifiée et fait peser une menace sur le Grand État Ming. Au Tibet, la rapide expansion des Gelugpa, école née de la réforme de Tsongkhapa (1357-1419), les conduit bientôt au contact des Mongols au Nord-Est du pays. L’école géluk (gelug) va devenir hégémonique à partir du XVIIe siècle.
Vers 1567, Altan Khan adresse à l’abbé du monastère de Drépung - grand centre Gelugpa, près de Lhassa - Sonam Gyatso, une invitation à être son maître spirituel. Sonam Gyatso refuse la protection d’Altan Khan pendant quelques années mais finit par accepter de rencontrer le khan sur un terrain commun.

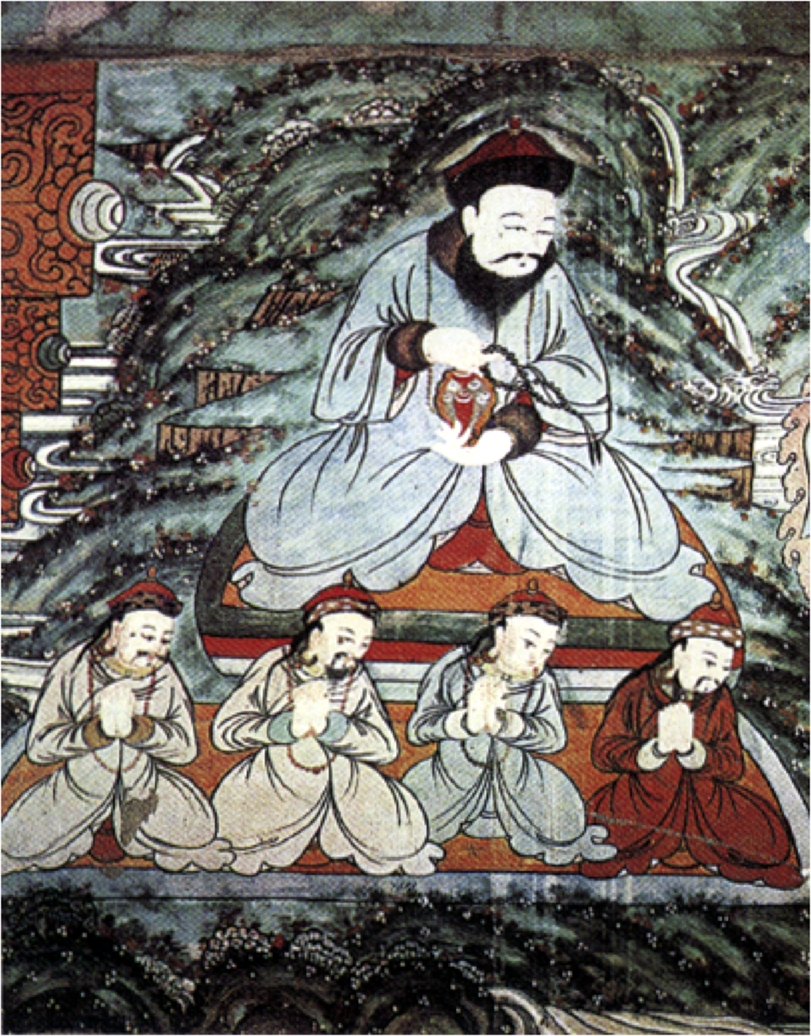
Altan Khan fondateur du titre de dalaï-lama

La première entrevue se déroule en 1578 dans les prairies du Tibet, le Kokonor (le Qinghai en chinois), une région où Tibétains et Mongols se sont côtoyés pendant des siècles. Sonam Gyatso enseigne le bouddhisme à Altan Khan. En échange, ce dernier assume les obligations financières et militaires liées au rôle de principal protecteur. Pour sceller cette relation sur le plan religieux, Sonam Gyatso déclare qu’Altan Khan était une réincarnation de Kubilai Khan et Altan Khan attribue à Sonam Gyatso le titre de dalaï-lama, « Maître océanique ». Sonam Gyatso refuse d’assumer la position éminente de fondateur de lignée, qu’à la condition d’être considéré comme le troisième dalaï-lama, à la suite de son maître, désigné comme le deuxième, et du maître de son maître, le premier.
Le prestige du dalaï-lama auprès des Mongols devint considérable, inquiétant même les empereurs Ming et soulevant la jalousie au Tibet.
L’accord entre le lama tibétain et le protecteur mongol allait être durable et contribuer à entremêler les histoires tibétaine et mongole pendant les deux siècles suivants. Cette relation établie entre le pontife Gelugpa et le souverain mongol est décrite en tibétain par le terme de chöyon contraction de « lama – bienfaiteur ». Ce fut un bon accord pour le Tibet et pour la Mongolie, qui attirerait cependant cette région dans l’orbite de la Chine d’une manière que nul n’aurait pu prévoir.

### XVIIesiècle, en 1637: Lobsang Chökyi Gyaltsen (IVepanchen-lama) ↔ Güshi Khan
Quand le IVe dalaï-lama fut reconnu dans la parenté d’Altan Khan, cette nomination ne fit pas l’unanimité et suscita en particulier l’opposition du roi du Tsang (une des deux provinces centrales du Tibet). En 1610, celui-ci s’empare de la province de Ü (celle de Lhassa) où les Gelugpa avaient leurs principaux établissements. Mais ces derniers firent appel à leurs alliés mongols, ce qui accentua la division des Tibétains. Le quatrième dalaï-lama se retira très vite de ces querelles politique virant à la guerre civile pour se consacrer à l’étude. Il quitte d’ailleurs ce monde de manière prématurée, à l’âge de 27 ans.
Dans cette époque de luttes politico-religieuses, naquit Lobsang Gyatso, le futur cinquième dalaï-lama, dans la famille d’un chef militaire de la région de Chongyé. La politique anti-géluk du roi du Tsang retarda sa reconnaissance officielle. En 1621, après bien des difficultés, furent finalement réunis l’accord politique du roi de Tsang et la caution religieuse de l’abbé de Tashilhunpo (le futur IVe panchen-lama), permettant la tenue de la cérémonie d’intronisation du Ve dalaï-lama en 1622 au Ganden Phodrang.
En 1637, une rencontre au Jokhang, devant la statue du Jowo, entre Lobsang Chökyi Gyaltsen (le maître du jeune dalaï-lama) et Güshi Khan, chef des Mongols Qoshod, marqua symboliquement l’établissement d’une relation chö-yon entre maître religieux et protecteur laïc. Gushri Khan retourna ensuite dans la région de l’Amdo.
L’année suivante en 1638, le Ve dalaï-lama prononça ses vœux de moine ordonné et commença à donner de nombreux enseignements.
En 1641-1642, les armées du Güshi Khan, chef des mongols qui était l’allié privilégié des Gelugpa, eurent raison de celles du roi du Tsang et le khan mongol offrit au Ve dalaï-lama les territoires du Tibet central et oriental qu’il avait conquis.
| | |
| Güshi Khan (1582-1654), de la tribu Qoshots, fidèle dévot des Gelugpa, offre à son abbé Lobsang Gyatso le Tibet central et oriental qu'il avait conquis | Lobsang Gyatso (1617-1682) « le Grand Cinquième ». Il bénéficiait de puissants protecteurs mongol (Güshri Khan) et mandchou (Shunzhi) |

### XVIIesiècle, en 1642: Lobsang Gyatso (Vedalaï-lama) ↔ Güshi Khan
En avril 1642, au cours d’une grande cérémonie, le cinquième dalaï-lama reçoit de Güshi Khan, chef de la tribu des Qoshot, l’hommage de précieuses reliques, puis celui des provinces centrales du Tibet, comme pour renouveler le geste que, selon la tradition, Kubilaï avait eu envers Phagpa (Anne Chavet, p.46, dans Blondeau et Buffetrille, 2002).
Güshri Khan confère le pouvoir temporel sur le Tibet central (Ü-Tsang), le Kham et l'Amdo à Lobsang Gyatso, cinquième dalaï-lama, jusque-là abbé du monastère de Drépoung. À partir de ce moment, le dalaï-lama devient le chef religieux et temporel du Tibet.
Les Khan mongols s’engageaient à respecter et à protéger la religion des Tibétains, à recevoir les enseignements bouddhistes et à les intégrer dans le domaine politique. En retour, le pouvoir tibétain confiait à ces monarques la sécurité de son territoire et prenait en compte leurs conseils pour la représentation extérieure. Nous avons encore un bon exemple de lien entre un « maître religieux et un protecteur laïc », selon la formule de la tibétologue Katia Buffetrille.

## Relations Tibétains ↔ Mandchous-dynastie chinoise des Qing
En 1644, deux ans après la réactivation du lien chöyon entre les maîtres religieux et les Khans mongols, les Jürchen, un peuple du Nord-Est de l’Asie, envahissent la Chine et fondent sous le nom de Mandchous la nouvelle dynastie Qing.
Le cinquième dalaï-lama a su combiner ses compétences spirituelles avec une certaine habileté diplomatique. Quand la nouvelle force politique des Mandchous apparut au nord-est des Mongols, il tourna les yeux dans leur direction et comprit l’utilité d’avoir un deuxième protecteur puissant. En 1639, le khan jürchen qui fonda le Grand État Qing (mandchou), Huang Taiji, adresse au cinquième dalaï-lama la première de plusieurs lettres l’invitant à venir en Mandchourie pour diffuser le bouddhisme parmi les Mandchous.
Les distances étaient considérables et les négociations s’éternisèrent. Huang Taiji mourut en 1643 mais l’invitation tenait toujours. En 1649, alors que les Mandchous ont occupé la Chine et fondé la dynastie Qing, le fils de Huang Taiji, l’empereur Shunzhi, invite le cinquième dalaï-lama Lobsang Gyatso à Pékin. Les préparatifs se prolongèrent longtemps.

### XVIIesiècle, 1652: Lobsang Gyatso (Vedalaï-lama) ↔ Shunzhi
Le Cinquième se met en route en 1652 et partout où il va, les foules se pressent sur son passage pour recevoir sa bénédiction. Quatre mille Mongols l’accueillent au Kokonor, 20 000 font des dons dans l’Ordos et 12 000 reçoivent ses instructions au lac Taika. Quand la suite du dalaï-lama atteignit la Grande Muraille dans la province chinoise de Ningxia, il fut salué par le ministre et commandant militaire de l'Empereur de la nouvelle dynastie Qing (1644-1912), qui était venu avec 3 000 cavaliers pour escorter le dirigeant tibétain. Les deux camps discutèrent du protocole de l’entrevue du dalaï-lama et de l’Empereur. Les Tibétains estimaient que le Cinquième devait être placé plus haut que l’empereur Shunzhi mais le Cinquième n’avait pas la naïveté de se méprendre sur l’envergure de son autorité. Les fonctionnaires chinois qui conseillaient l’Empereur en matière de protocole diplomatique étaient déterminés à traiter le dalaï-lama en tributaire et non comme un égal. On ne trouva aucune solution à ce problème, mais le dalaï-lama décida quand même de franchir la Grande Muraille.

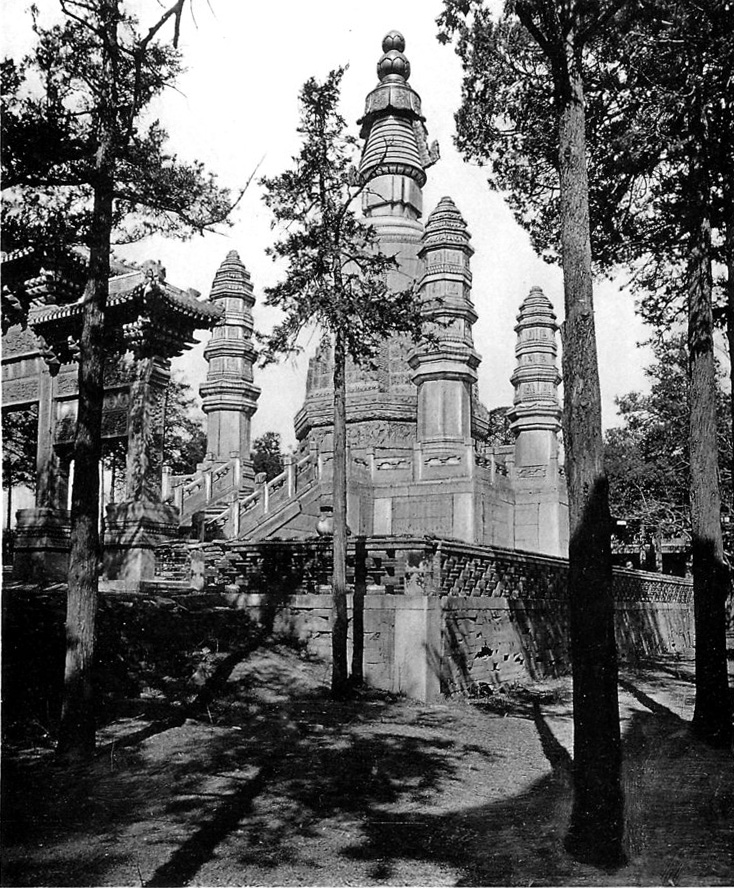
Pagode de marbre dans le Temple Jaune de l'Ouest, construit en 1650 par l'empereur Shunzhi pour la visite du Lobsang Gyatso, Ve dalaï-lama, à Pékin

L'Empereur Shunzhi lui-même fait un voyage de quatre jours parcourant 20 km depuis Pékin pour venir à la rencontre du dalaï-lama en un lieu appelé Kothor ou Chenlou. Dans la capitale chinoise, le dalaï-lama demeure au Temple Jaune de l'Ouest, construit pour lui par l'Empereur. Quand l'Empereur rencontre officiellement le dalaï-lama en 1653, l’empereur alors âgé de 14 ans s’écarta du protocole que ses conseillers chinois lui avaient préparé : il se leva de son trône au moment où le dalaï-lama entra dans la salle d’audience et descendit les marches pour l’accueillir en égal. Le dalaï-lama reconnut l'empereur comme une émanation de Manjusri, le bodhisattva de sagesse, et l'empereur reconnut le dalaï-lama comme une émanation d'Avalokitesvara, le bodhisattva de la compassion. 
Le Ve dalaï-lama séjourna six mois à Pékin. Sa venue fut l’occasion de construire plusieurs monuments : le grand stupa blanc 白塔 báitǎ  de l'île Qionghua, dans le parc Beihai, construit en son honneur en 1651,, le Temple Jaune de l'Ouest 西黃寺 Xīhuángsì, où il séjourna avec sa cour.
La relation maître religieux-protecteur laïc entre le Tibet et la Chine s’est faite au début dans la continuité des relations chö-yon avec les peuples mongols et jürchen-mandchous où les protecteurs apportaient des dons pour le bien de la doctrine. 
À partir de cette époque, le Dalaï-lama devient le détenteur du pouvoir temporel qui avait l’autorité  suprême sur toutes les questions relatives au gouvernement. Le système politique instauré par le Cinquième est fondé sur le principe d’une relation réciproque entre les branches religieuse et laïque de son gouvernement (Buffetrille, p. 69). La mise en place de l’institution des Dalaï-lamas, jointe à la tentative de centralisation du Tibet sans précédent depuis l’Empire, sont les deux éléments qui constituent ce que certains ont appelé la « théocratie tibétaine », marquée par la suprématie du clergé et la subordination des laïcs à ce dernier. 
Par la suite, la charge du pouvoir spirituel et du pouvoir temporel du Tibet est assumée par les dalaï-lamas, choisis encore tout jeune enfant par une commission ad-hoc de grands lamas comme la réincarnation du précédent dalaï-lama (appelé par les Tibétains un tulkou). Mais ce système de transmission du pouvoir était très vulnérable aux manipulations politiques : il pouvait être exploité aussi bien par des autorités tibétaines rivales qui choisissaient le jeune tulkou et en assuraient l’éducation, que par une puissance étrangère qui cherchait à interférer contre les intérêts du peuple tibétain.

### Interférences des «protecteurs» dans le système tibétain des réincarnations
Les problèmes de la succession du cinquième et du sixième Dalaï-lama illustrent bien ces difficultés puisque deux Sixième furent sélectionnés et trois puissances politiques se sont bousculées pour intervenir dans le contrôle de la désignation du nouveau dalaï-lama et afin de devenir leurs « protecteurs laïcs » : les Mongols Qoshot, les Mongols Dzoungars et les empereurs mandchous de Chine.
À la mort du Grand Cinquième en 1682, son régent décide de ne pas révéler sa mort au monde et réussit à garder le secret pendant 14 ans. En cachette, le régent repère la réincarnation du dalaï-lama qui portera le titre de Tsangyang Gyatso. Le problème était qu’il n’était pas disposé à jouer le rôle qu’on lui avait attribué. Poète, les vers qu’il composait  exprimaient autant d’ardeur à contempler le corps féminin que les vérités bouddhiques. En 1702, il refusa de prendre l’ordination complète et rendit les vœux de novice qu’il avait prononcés quelques années plus tôt.

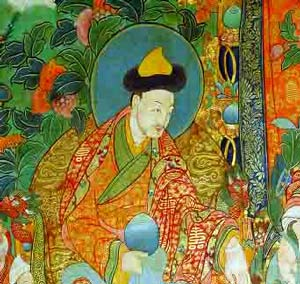
Lhazang Khan

Sentant la fragilité du sixième dalaï-lama, le khan qoshot-oïrat, Lhazang Khan, plaça Lhassa sous contrôle militaire, dénonça l’illégitimité du dalaï-lama Tsangyang Gyatso et le remplaça par un pantin. Le deuxième sixième dalaï-lama jouissait d’une réputation respectable mais l’ingérence du Khan dans la réincarnation mongol était trop manifeste pour que la plupart des gens acceptent ce nouveau sixième.
En 1708, après la mort du premier sixième, les Tibétains retrouvent sa réincarnation près de Lithang loin de la sphère de contrôle de Lhazang Khan. La nouvelle suscita l’espoir chez les Tibétains que Lhazang Khan renonce à son faux sixième. Peu disposé à changer sous la pression, le Khan empêcha que le jeune tulkou soit conduit à Lhassa. Et c’est sous l’intervention de l’empereur de Chine Kangxi, que le septième dalaï-lama Kelsang Gyatso, fut conduit au monastère de Kumbum, au Kokonor.
Après les interférences des Mongols Qoshots et de l’empereur mandchou de Chine, la troisième puissance à intervenir fut celle des Mongols occidentaux du Turkestan oriental (le Xinjiang pour les Chinois), connus sous le nom de Dzoungars. Ils voulaient chasser les Mongols Qoshot du Tibet pour prendre leur place et s’emparer du jeune dalaï-lama de Kumbum pour le conduire triomphalement à Lhassa. La première partie du plan se déroula à merveille, mais ce qui ne fut pas le cas de la seconde. Par une campagne militaire des plus violentes, ils conquirent le Tibet en 1717, pillèrent de grands monastères nyinmapa, et tuèrent les moines.

### Kangxi ampute une partie du territoire et instaure un protectorat en 1720 sur le reste du Tibet

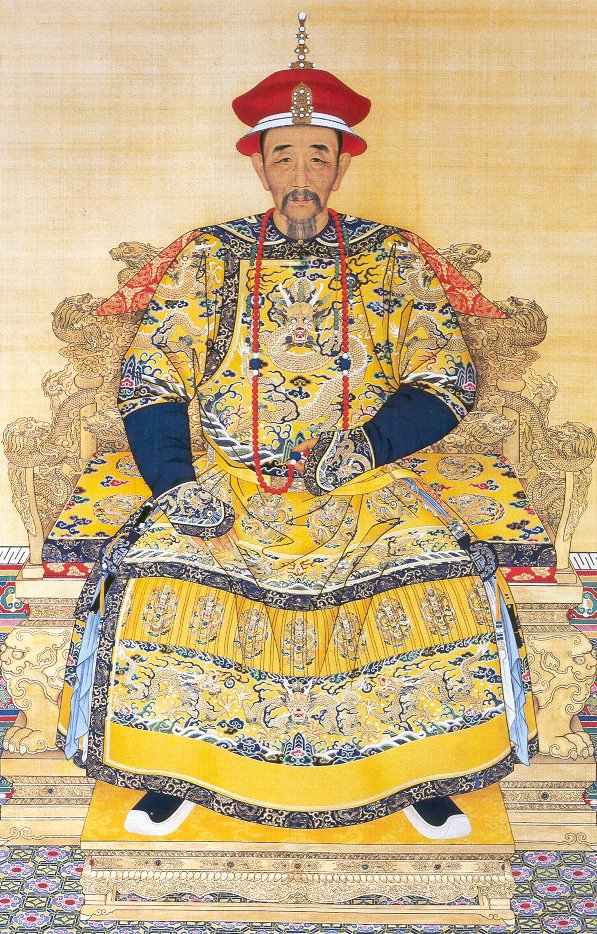
Kangxi le protecteur du dalaï-lama, annexe en grande partie le Tibet oriental

L’empereur Kangxi qui craignait que les mongols Dzoungars veuillent établir un nouveau Grand empire mongole en Asie centrale, ne supporta pas les agissements des Dzoungars et décida d'y mettre fin en envahissant à son tour le Tibet. Une garnison mandchoue fut installée à Lhassa et le gouvernement du Dalaï-lama fut désormais contrôlé par le commandant de la garnison. Ippolito Desideri, un missionnaire jésuite résidant à Lhassa, dans un rapport très lucide et prémonitoire sur le Tibet écrira que ce pays « fut asservi par l’empereur de Chine en octobre 1720, et ses descendants continuerons probablement à y régner durant de long siècles ».
L’empereur mandchou voulait faire sentir aux Tibétains la supériorité de le Chine sur tous les Mongols et renchérir sur les faveurs accordés aux maîtres religieux par leurs protecteurs mandchous.
Avant l’opération militaire, Kangxi prit soin de montrer ostensiblement qu’il se plaçait dans le cadre de relations traditionnelles chö-yon, pour obtenir l’assentiment des bouddhistes tibétains. Il envoya son quatorzième fils Yinzhen rencontrer le septième dalaï-lama au monastère de Kumbum. Une belle et grandiose cérémonie eut lieu. Les moines en l’honneur des 66 ans de l’empereur Kangxi organisèrent à partir du 4 mai 1719 un « marathon » de psalmodies de sutras qui dura toute une semaine. Cette célébration donnait l’occasion aux membres de la secte des Bonnets jaunes (Gelugpa) de se présenter comme les protecteurs spirituels de Kangxi, cette émanation de Manjusri.
Le prince Yinzhen et sa suite furent accueillis à la porte du monastère avec force tambours et cors. Le prince et ses fils commencèrent par s’incliner devant le Bouddha puis furent escortés jusqu’à la salle de méditation où Kelsang Gyatso, un garçon de 11 ans, vint les saluer à leur arrivée. On échangea toute la gamme des courtoisies habituelles. Le jeune dalaï-lama était au courant du projet des Mandchous d’intervenir pour soutenir la lignée du dalaï-lama.
Après trois interventions militaires étrangères, le dalaï-lama Kelsang Gyatso est finalement installé au Potala en 1720. 
Le gouvernement du Tibet fut modifié. Kangxi ne laissa aucun pouvoir politique au VIIe dalaï-lama et décida de réorganiser le pays en plaçant le Tibet oriental sous administration directe mandchoue. L’Amdo fut intégré dans la province chinoise du Gansu et dans ce qui deviendrait en 1928 le Qinghai chinois. La plus grande partie du Kham fut absorbée dans les provinces chinoises du Sichuan et du Yunnan. Une garnison mandchoue d’environ 2 000 hommes et deux représentants de l’empereur de Chine, les amban (résidents impériaux Qing au Tibet), s’installèrent à Lhassa.
Kangxi le « protecteur » du Tibet s’approprie une partie de son territoire et instaure un protectorat sur le reste du pays. Il retire tout pouvoir politique au dalaï-lama qu’il confie à une oligarchie de cinq nobles laïcs (dont Polhané).
Ces événements annonçaient de nouvelles difficultés avec les empereurs les plus puissants de la dynastie Qing qui chassèrent successivement les Mongols Dzoungars et Qoshots, afin d’être les seuls maîtres au Tibet.

### Amenuisement terminal du lien chö-yon
L’empereur Yongzheng chasse les Qoshots et laisse le pouvoir à un noble laïc
Après la mort de Kangxi en 1722, son fils Yongzheng (r. 1723-1735) monta sur le trône.  Juste après son accession au trône, il transforme la moitié de son palais de Pékin, le Yonghegong, en temple lamaïste. Ce sera un des hauts lieux du bouddhisme tibétain à Pékin. Trouvant que l’entretien de la garnison de Lhassa coutait trop cher, il ordonna son retrait et rappela aussi les magistrats mandchous qui avaient été envoyés dans le Tibet oriental.
En 1723, quand un cousin de Lhazang Khan tenta de mettre en scène le retour de la puissance Qoshot à Lhassa, l’empereur Yongzheng (le frère aîné du prince Yinzhen), réagit avec la plus grande vigueur. Il envoya une expédition punitive pour chasser les Qoshots du Tibet, balayant au passage l’opposition tibétaine et dévastant les monastères soupçonnés de soutenir les Qoshots. Tous ceux qui résistèrent furent tués. Des fonctionnaires mandchous furent envoyés pour prendre en main directement les affaires tibétaines.
Ces mesures provoquèrent une division au sein de l’élite politique tibétaine. Deux factions s'opposèrent : la faction rassemblée autour du dalaï-lama à Lhassa, opposée au contrôle chinois et la faction regroupée autour de Polhané et du panchen-lama à Shigatse et favorable aux Chinois. L’empereur Yongzheng envoya à Lhassa ses troupes pour réprimer ses opposants mais avant que ses troupes n’arrivent à Lhassa, Polhané un noble de Shigatse, avait déjà pris le contrôle de Lhassa.
L’empereur jugea qu’il pouvait s’appuyer sur Polhané et lui laissa le pouvoir sous la surveillance étroite de deux hauts fonctionnaires mandchous et d’une garnison de 2 000 soldats. Sous protectorat chinois, le Tibet garda une large autonomie, l’essentiel était que la Tibet ne retombe pas à nouveau aux mains des Mongols. Comme le VIIe dalaï-lama avait été associé aux opposants par son père, il fut exilé dans le Kham.
L’exil du dalaï-lama prit fin à la mort de Yongzheng en 1735 mais la domination persistante du puissant Polhané limitait considérablement le pouvoir du dalaï-lama. Un fonctionnaire chinois civil nommé dans la région au milieu des années 1740 louait les mesures prises par l’empereur Yongzheng en ces termes « Nous avons à présent ramené la région sur notre carte [...] Barrer la voie aux Tibétains et les exterminer, était, pourrait-on dire, un exploit comme il ne s’en produit que tous les dix mille ans » (cité dans P. Brook).
Qianlong réorganise le gouvernement
À la mort de Polhané, son fils lui succéda mais contrairement à son père, il voulut gouverner sans les Mandchous. En 1750, les deux amban, sans attendre les instructions de l’empereur, le tuèrent. En représailles, les partisans du fils massacrèrent les représentants de l’empereur et les Chinois de Lhassa.

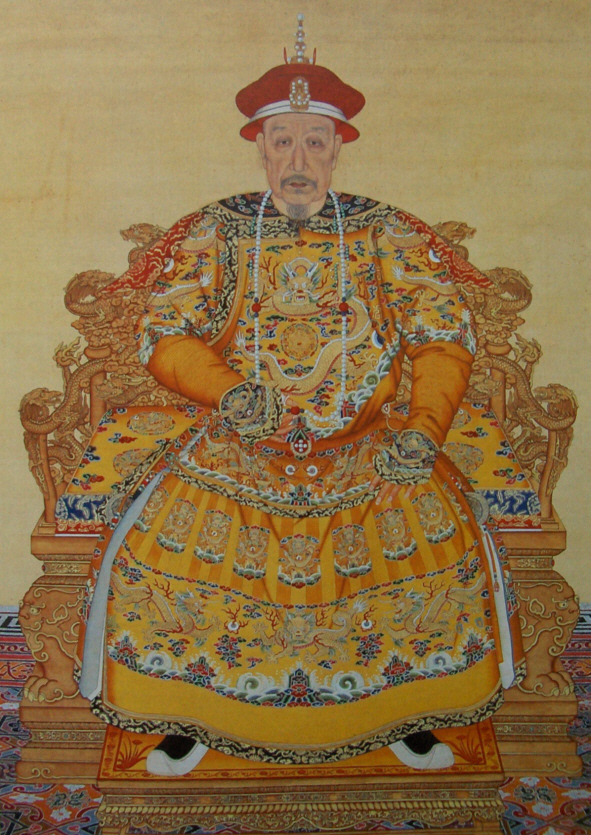
Qianlong

L’empereur Qianlong (1711-1799) réagit sans attendre en envoyant une garnison de plus 1 500 hommes à Lhassa et deux nouveaux amban. Il réorganise le gouvernement tibétain : le dalaï-lama est à nouveau nommé chef religieux et temporel du Tibet mais ses pouvoirs restent limités par les amban. Le pouvoir de ces derniers fut considérablement accru :
Les amban détenaient désormais le contrôle des affaires militaires, juridiques, financières, commerciales ainsi que les relations avec les pays étrangers.
Après la mort du VIIe dalaï-lama, ses quatre successeurs ne purent jamais exercer le pouvoir qui fut toujours confié à des régents. Le XIIe dalaï-lama règne seulement deux ans de 1873 à 1875.
En se soumettant à la domination de Qianlong, les Tibétains purent toutefois éviter le sort tragique du peuple Dzoungar. À la suite de la rébellion de 1755 du chef Dzoungar Amursana contre la domination Qing, l’empereur Qianlong ordonne le génocide des Dzoungars. À la fin de la campagne de 1757, les armées de Qianlong avaient réduit la population dzougare de plus d’un million d’individus à quelque 200 000, dont la moitié fut victime d’une épidémie de variole répandue par les soldats mandchous.
La fin du lien chö-yon
Les liens si étroits établis par le premier empereur mandchou avec les maîtres tibétains s’étaient complètement amenuisés. Il ne restait plus qu’un vernis.
Le XIIIe dalaï-lama Thubten Gyatso, qui régna de 1895 à 1933, fuit devant les forces britanniques avant d’être rétabli sur son trône en 1909. Il chercha à se faire des alliés, mongols, russes et même britanniques, espérant pouvoir rétablir l’autonomie tibétaine, sans succès.
En 1908, lorsque l’impératrice Cixi et son neveu Guangxu reçoivent Thubten Gyatso, la relation maître religieux - protecteur laïc n’avait plus du tout cours.
En 1912, les révolutionnaires chinois déclarèrent que la République de Chine prenait la suite du Grand État Qing.
Alors que, proclamant ce qui est diversement interprété comme l'indépendance du Tibet ou la fin de la relation chö-yon, le XIIIe dalaï-lama entame une série de réformes visant à moderniser l'administration, la justice, l'enseignement et la médecine.
La relation chö-yon fut comprise différemment par les Tibétains et par les Mandchous. Pour les Tibétains, elle était uniquement religieuse, alors que les empereurs mandchous de Chine l'utilisaient pour se concilier les Tibétains et les Mongols et assoir leur suprématie sur un immense territoire d’Asie oriental. De nos jours, selon Katia Buffetrille, cette relation est présentée comme une relation de subordination par les Chinois et ils l’utilisent pour revendiquer une légitimité sur le Tibet.
Timothy Brook conclue cet épisode en ces termes : « Avec l’invasion du Tibet par l’Armée populaire de libération en 1950, la Chine intervint pour rétablir sa souveraineté active sur les territoires de l’ancien Grand État. Ce que l’actuel dalaï-lama, le quatorzième, a appelé « l’occupation étrangère du Tibet » se poursuit encore aujourd’hui ».